# Ефект Сакса — Вольфа
Ефект Сакса — Вольфа (англ. Sachs–Wolfe effect) — це властивість мікрохвильового реліктового (фонового) випромінювання, що полягає в гравітаційному червоному зміщенні фотонів випромінювання внаслідок проходження ними великомасштабних неоднорідностей гравітаційного поля у Всесвіті. Ефект названо іменами німецько-американського фізика Райнера Сакса (Rainer K. Sachs) та американського астрофізика Артура Вольфа (Arthur M. Wolfe), що теоретично передбачили його в 1967 році. Ефект підтверджено спостереженнями після відкриття анізотропії реліктового випромінювання.

## Не-інтегральний ефект
Не-інтегральний ефект Сакса-Вольфа зумовлений гравітаційним червоним зміщенням, що відбувається на сфері останнього розсіювання, у момент народження фотонів мікрохвильового фону. Цей ефект є неоднорідним по небесній сфері, оскільки матерія/енергія, а отже і зумовлений нею гравітаційний потенціал, у момент останнього розсіювання розподілені неоднорідно.

## Інтегральний ефект
Інтегральний ефект Сакса-Вольфа (ІСФ) також є наслідком гравітаційного червоного зміщення, однак він виникає на шляху фотонів між сферою останнього розсіяння та спостерігачем. Особливістю еволюції великомасштабних збурень у Всесвіті, в якому домінує холодна матерія, є незмінність глибини гравітаційного потенціалу таких збурень. Але це не справджується для Всесвіту, в якому домінує інша форма енергії — енергія випромінювання або темна енергія. Таким чином, у разі виявлення інтегрального ефекту Сакса-Вольфа в мікрохвильовому фоні це буде незалежним підтвердженням наявності темної енергії в нашому Всесвіті, оскільки ера домінування випромінювання передувала ері домінування матерії.
Детектування інтегрального ефекту Сакса-Вольфа стало можливим після появи достатньо великих каталогів галактик і, відповідно, реконструкції їхнього гравітаційного потенціалу. Комбінація даних WMAP та даних Слоанівського цифрового огляду неба у 2006 році виявила наявність цього ефекту, і підтвердила, що в нашому Всесвіті в сучасну епоху домінує темна енергія за густиною енергії.
«Пізній» ІСФ ефект виникає зовсім недавно в космологічній історії, коли темна енергія, або космологічна константа, починає керувати розширенням Всесвіту. Ознакою пізнього ІСФ є відмінна від нуля функція крос-кореляції між щільністю галактик (кількістю галактик на квадратний градус) і температурою реліктового випромінювання, оскільки надскупчення м'яко нагрівають фотони, а суперпорожнини м'яко їх охолоджують. Ця кореляція була виявлена в помірній або високій значущості.